# بيجوم جان
بيجوم جان هي طبيبة باكستانية ومؤسسة جمعية رعاية المرأة القبلية، التي تربي نساء القبائل في شمال غرب باكستان حول حقوقهم، وتعطيهم التدريب الطبي. نشأت بيجوم في جنوب وزيرستان، وهي منطقة المحافظة في باكستان، ولكن والدها شجعاها أن تصبح طبيبة. درست في مدرسة للبنين عندما كانت طفلة بسبب عدم وجود مدرسة للبنات، وعندما كبرت منعها شيوخ القبائل من دخول المدرسة الثانوية ولذلك درست مع معلم خصوصي بدلا من ذلك.
في عام 2007، وخلال احتجاجات النساء في البلاد ضد رجال دين الذي يدعون لتفجيرات انتحارية وأعمال عنف أخرى، قادت بيجوم الاحتجاجات بصفتها رئيسة جمعية رعاية المرأة القبلية. اعتبارا من عام 2008 أصبحت رئيسة مؤسسة التعاون القبلية النسائية .
فازت في عام 2008 بجائزة نساء الشجاعة الدولية، مما يجعلها أول امرأة باكستانية تفوز بهذه الجائزة.